# Mark Hughes
Leslie Mark Hughes (Ruabon, Wrexham, Gales, 1 de noviembre de 1963) es un exfutbolista y entrenador de fútbol galés. Por su selección nacional tuvo 72 apariciones a nivel internacional, anotando 16 goles. Actualmente dirige al Carlisle United.

## Carrera como jugador

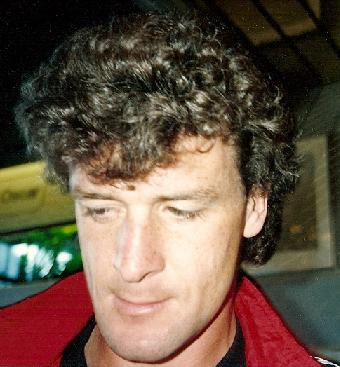
Hughes en 1991

Hughes debutó a nivel profesional con el Manchester United en 1983. Durante los 3 años siguientes demostró su capacidad goleadora, por lo que fue contratado por el FC Barcelona y luego por el Bayern de Múnich, pero solo estuvo una temporada en esos equipos extranjeros porque no triunfó en ellos. Por eso, regresó de nuevo al Manchester United, donde vivió sus mejores temporadas de goleador. Posteriormente jugó en el Chelsea FC, el Southampton FC y el Everton FC antes de retirarse en 2002 en las filas del Blackburn Rovers FC.

## Carrera como entrenador
Seleccionador de Gales
Su carrera como entrenador empezó con la selección nacional de su país, Gales, en 1999, donde estuvo cinco años. Consiguió clasificar a Gales para la repesca de la Clasificación para la Eurocopa 2004, pero perdió contra Rusia.
Blackburn Rovers
En 2004 fichó por el Blackburn Rovers, club al que dirigió hasta 2008, llevándolo a jugar la Copa de la UEFA.
Manchester City
En junio de 2008, se incorporó al Manchester City como nuevo técnico del club sky blue. Bajo su dirección, el conjunto citizen finalizó 10.º en la Premier League 2008-09 y Hughes siguió en el banquillo; pero acabó siendo destituido a finales de 2009, cuando el equipo inglés ocupaba la 6.ª posición en la Premier League.
Fulham
Dirigió al Fulham en la temporada 2010-11, dejando al elenco londinense en la zona templada de la clasificación y abandonando el cargo en el mes de junio.
Queens Park Rangers
El 10 de enero de 2012, firmó por el Queens Park Rangers de la Premier League, sumando 20 puntos en 18 partidos que bastaron para obtener la permanencia en la última jornada, pese a perder 3-2 ante el Manchester City. El 23 de noviembre de 2012, el entrenador galés fue destituido como entrenador del Queens Park Rangers, equipo que en la jornada 12 contaba tan sólo con 4 puntos y era último en la clasificación de la Premier League.
Stoke City
El 30 de mayo de 2013, Hughes se convirtió en el nuevo entrenador del Stoke City para la Premier League 2013-14. El conjunto de Staffordshire terminó la primera vuelta de la competición en 12.º puesto y obtuvo la permanencia matemática a falta de 4 jornadas para el final, terminando la temporada en 9.º lugar con 50 puntos, la mejor puntuación del club en la Premier.
El 27 de marzo de 2015, Hughes renovó como técnico del Stoke City hasta 2018, antes de volver a conseguir una cómoda permanencia y superando nuevamente el récord de puntos de los Potters. En la Premier League 2015-16 el Stoke City terminó nuevamente como 9.º clasificado.
El 6 de enero de 2018, tras caer a puestos de descenso en la Premier League y habiendo quedado eliminado de FA Cup ante el Coventry City, el club anunció su destitución.
Southampton
El 14 de marzo de 2018, fue contratado por el Southampton Football Club. Dirigió al equipo inglés en las 8 últimas jornadas de la Premier League, logrando la permanencia, por lo que renovó su contrato por tres temporadas más. Sin embargo, el 3 de diciembre de 2018, el club anunció su despido después de que el equipo encadenara 10 jornadas sin ganar en la Premier League y ocupara puestos de descenso.
Bradford City
El 24 de febrero de 2022, fue contratado por el Bradford City.El 20 de octubre de 2023, fue relevado de sus funciones luego de una serie de malos resultados.
Carlisle United
El 6 de febrero de 2025, asumió al frente del Carlisle United.

## Estadísticas

### Como futbolista

#### Clubes
Actualizado a fin de carrera deportiva.
| Club                         | Div.          | Temporada     | Liga  | Liga  | Copa  | Copa  | Internacional | Internacional | Total | Total | Media Goleadora |
| Club                         | Div.          | Temporada     | Part. | Goles | Part. | Goles | Part.         | Goles         | Part. | Goles | Media Goleadora |
| ---------------------------- | ------------- | ------------- | ----- | ----- | ----- | ----- | ------------- | ------------- | ----- | ----- | --------------- |
| Manchester United Inglaterra | 1.ª           | 1983-84       | 11    | 4     | 2     | 1     | 4             | 0             | 17    | 5     | 0,29            |
| Manchester United Inglaterra | 1.ª           | 1984-85       | 38    | 16    | 9     | 6     | 8             | 2             | 55    | 24    | 0,44            |
| Manchester United Inglaterra | 1.ª           | 1985-86       | 40    | 17    | 9     | 1     | —             | —             | 49    | 18    | 0,37            |
| Barcelona · España           | 1.ª           | 1986-87       | 28    | 4     | 2     | 0     | 7             | 1             | 36    | 5     | 0,14            |
| Barcelona · España           | Total club    | Total club    | 28    | 4     | 2     | 0     | 7             | 1             | 36    | 5     | 0,14            |
| Bayern Múnich · Alemania     | 1.ª           | 1987-88       | 18    | 6     | 3     | 1     | 2             | 0             | 23    | 7     | 0,30            |
| Bayern Múnich · Alemania     | Total club    | Total club    | 18    | 6     | 3     | 1     | 2             | 0             | 23    | 7     | 0,30            |
| Manchester United Inglaterra | 1.ª           | 1988-89       | 38    | 14    | 13    | 2     | 0             | 0             | 51    | 16    | 0,34            |
| Manchester United Inglaterra | 1.ª           | 1989-90       | 37    | 13    | 11    | 2     | —             | —             | 48    | 15    | 0,31            |
| Manchester United Inglaterra | 1.ª           | 1990-91       | 31    | 10    | 13    | 8     | 8             | 3             | 52    | 21    | 0,40            |
| Manchester United Inglaterra | 1.ª           | 1991-92       | 39    | 11    | 10    | 1     | 4             | 2             | 53    | 14    | 0,26            |
| Manchester United Inglaterra | 1.ª           | 1992-93       | 41    | 15    | 5     | 1     | 2             | 0             | 48    | 16    | 0,33            |
| Manchester United Inglaterra | 1.ª           | 1993-94       | 36    | 12    | 16    | 10    | 2             | 0             | 54    | 22    | 0,41            |
| Manchester United Inglaterra | 1.ª           | 1994-95       | 34    | 8     | 7     | 2     | 5             | 2             | 46    | 12    | 0,26            |
| Manchester United Inglaterra | Total club    | Total club    | 345   | 120   | 95    | 34    | 33            | 9             | 352   | 163   | 0,46            |
| Chelsea Inglaterra           | 1.ª           | 1995-96       | 31    | 8     | 8     | 4     | —             | —             | 39    | 12    | 0,31            |
| Chelsea Inglaterra           | 1.ª           | 1996-97       | 35    | 8     | 9     | 6     | —             | —             | 44    | 14    | 0,32            |
| Chelsea Inglaterra           | 1.ª           | 1997-98       | 29    | 9     | 8     | 3     | 3             | 1             | 40    | 13    | 0,33            |
| Chelsea Inglaterra           | Total club    | Total club    | 95    | 25    | 25    | 13    | 3             | 1             | 123   | 39    | 0,32            |
| Southampton Inglaterra       | 1.ª           | 1998-99       | 32    | 1     | 4     | 0     | —             | —             | 36    | 1     | 0,03            |
| Southampton Inglaterra       | 1.ª           | 1999-00       | 20    | 1     | 5     | 0     | —             | —             | 25    | 1     | 0,04            |
| Southampton Inglaterra       | Total club    | Total club    | 52    | 2     | 9     | 0     | 0             | 0             | 61    | 2     | 0,03            |
| Everton Inglaterra           | 1.ª           | 1999-00       | 9     | 1     | —     | —     | —             | —             | 9     | 1     | 0,11            |
| Everton Inglaterra           | 1.ª           | 2000-01       | 9     | 0     | 1     | 0     | —             | —             | 10    | 0     | 0,00            |
| Everton Inglaterra           | Total club    | Total club    | 18    | 1     | 1     | 0     | 0             | 0             | 19    | 1     | 0,05            |
| Blackburn Rovers Inglaterra  | 2.ª           | 2000-01       | 29    | 5     | 5     | 0     | —             | —             | 34    | 5     | 0,15            |
| Blackburn Rovers Inglaterra  | 1.ª           | 2001-02       | 21    | 1     | 9     | 1     | —             | —             | 30    | 2     | 0,07            |
| Blackburn Rovers Inglaterra  | Total club    | Total club    | 50    | 6     | 14    | 1     | 0             | 0             | 64    | 7     | 0,11            |
| Total carrera                | Total carrera | Total carrera | 606   | 164   | 149   | 49    | 45            | 11            | 799   | 224   | 0,28            |

### Como entrenador
- Actualizado al último partido dirigido el 20 de octubre de 2023.

| Club                | País       | Año           | P   | PG  | PE  | PP  | % ren  |
| ------------------- | ---------- | ------------- | --- | --- | --- | --- | ------ |
| Selección de Gales  | Gales      | 1999 - 2004   | 41  | 12  | 15  | 14  | 41.46% |
| Blackburn Rovers    | Inglaterra | 2004 - 2008   | 188 | 82  | 47  | 59  | 51.95% |
| Manchester City     | Inglaterra | 2008 - 2009   | 77  | 36  | 16  | 25  | 53.68% |
| Fulham              | Inglaterra | 2010 - 2011   | 43  | 14  | 16  | 13  | 44.96% |
| Queens Park Rangers | Inglaterra | 2012          | 34  | 8   | 6   | 20  | 29.41% |
| Stoke City          | Inglaterra | 2013 - 2018   | 200 | 71  | 48  | 81  | 43.5%  |
| Southampton         | Inglaterra | 2018          | 27  | 5   | 10  | 12  | 30.86% |
| Bradford City       | Inglaterra | 2022-2023     | 82  | 31  | 26  | 25  | 48.37% |
| Carlisle United     | Inglaterra | 2025-presente |     |     |     |     |        |
| Total               | Total      | Total         | 692 | 259 | 184 | 249 | 46.29% |